# ایگناتیوس لئونگ
ایگناتیوس لئونگ (انگلیسی: Ignatius Leong؛ زادهٔ ۱۷ ژانویهٔ ۱۹۵۶) استاد فیده و شطرنج‌باز حرفه‌ای چینی‌تبار اهل سنگاپور است. او دبیر کل و رئیس کنفدراسیون شطرنج انجمن ملل آسیای جنوب شرقی (آسه‌آن)، متشکل‌از ۱۴ کشور است. لیونگ در سه المپیاد شطرنج بازی کرده است.
مواضع و سیاست‌های لئونگ پیوسته در حال تغییر است. او یک بار با تشکیل یک «سازمان شطرنج جهان»، وعده داد فیده را منحل خواهد کرد. هنگامی که کسی به این سازمان نپیوست، به حال خود رها و فراموش شد.
او همچنین به طور گسترده بین حمایت و مخالف با ریاست فدراسیون بین‌المللی شطرنج توسط کیرسان ایلیومژینوف در حال تغییر موضع است.
لئونگ در سال ۱۹۷۹ موفق به کسب عنوان داوری بین‌المللی فدراسیون بین‌المللی شطرنج شد.